# 静岡文化芸術大学の人物一覧

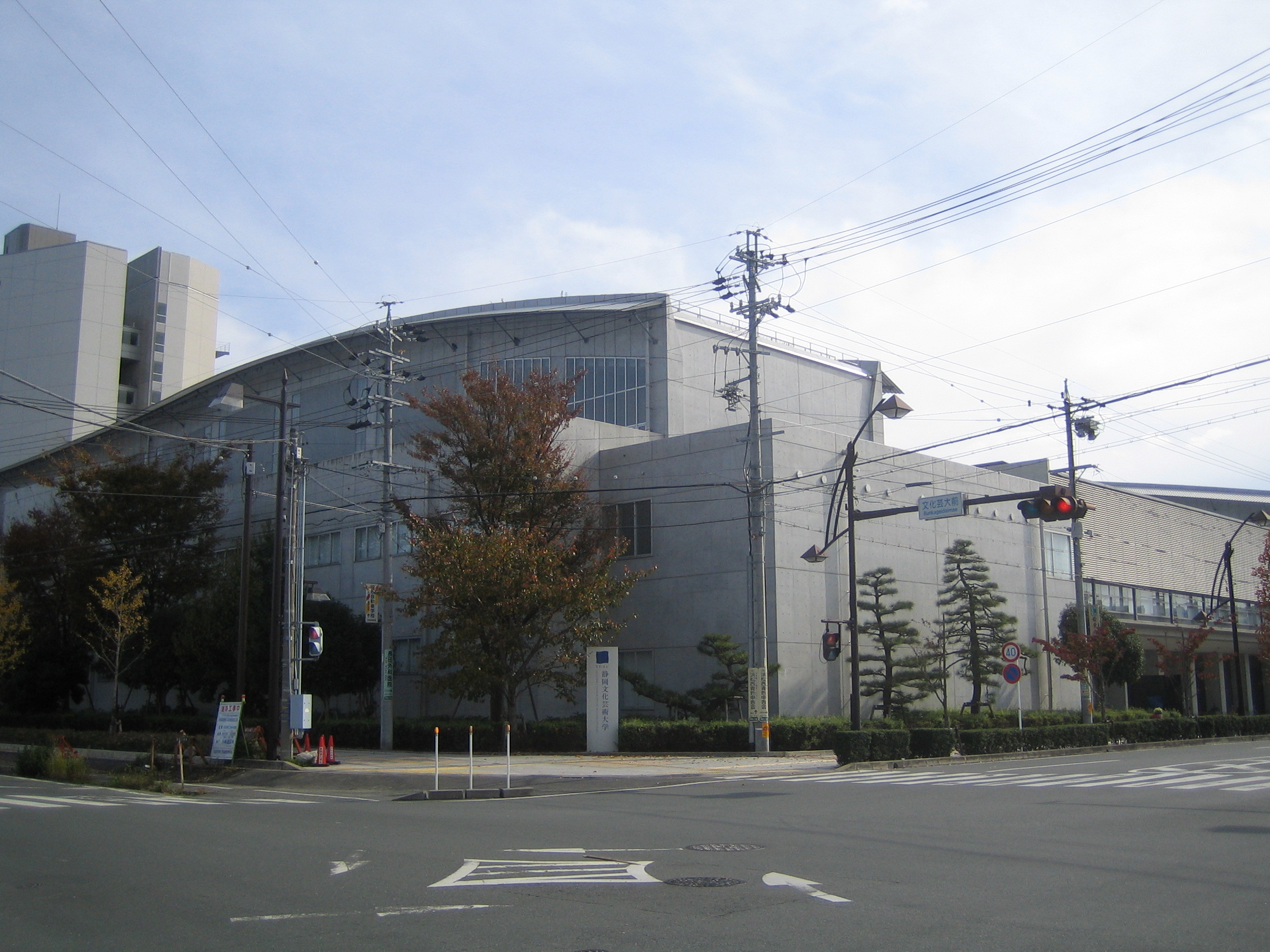
静岡文化芸術大学

静岡文化芸術大学の人物一覧は静岡文化芸術大学に関係する人物の一覧記事。

## 著名な教職員

### 文化政策学部
- 上野征洋（名誉教授） - 社会情報学・文化社会学
- 勝俣鎮夫（名誉教授） - 日本中世史
- 川勝平太（名誉教授） - 比較経済史
- 木村尚三郎（名誉教授） - ヨーロッパ史
- 熊倉功夫（名誉教授） - 日本文化史
- 佐々木崇暉（名誉教授） - 地域経済学
- 佐藤優（招聘客員教授） - 日本外交
- 下澤嶽（国際文化学科学科長・教授） - 国際協力・NGO/NPO
- 玉木正之（招聘客員教授） - スポーツ評論
- 山本幸司（名誉教授） - 日本中世史・法制史・思想史

### デザイン学部
- 榮久庵憲司（名誉教授） - 工業デザイン
- 寒竹伸一（教授） - 都市計画・建築計画
- 三枝健起（招聘客員教授） - ドラマ論
- かわこうせい（教授） - 絵本・イラストレーション

## OB・OG

### 芸能
- 久米里紗 - ミス日本グランプリ
- 田中道子 - 女優、モデル

### マスコミ
- 青木美菜 - テレビ山梨アナウンサー
- 鈴木美花 - 長野放送アナウンサー

### その他
- 渡部清花 - 社会起業家